# Championnat du Nigeria de football 2019
Navigation
Saison précédente Saison suivante
La saison 2019 du Championnat du Nigeria de football est la vingt-neuvième édition de la première division professionnelle au Nigeria, la Premier League. Après la saison 2018 inachevée, aucun titre de champion était décerné, il n'y a pas eu de relégation. Cette saison quatre équipes de National League sont promues ce qui porte le nombre de participants à 24 équipes.
Le championnat change de format avec deux phases, la première phase est composée de deux poules de douze équipes obtenues par tirage au sort. Les équipes se rencontrent deux fois au cours de la saison, à domicile et à l'extérieur. À la fin de cette phase, les trois premiers de chaque poule se qualifient pour le tournoi final. Les quatre derniers de chaque poule sont relégués dans la National League, la deuxième division nigériane.

## Les clubs participants
- Abia Warriors FC
- Akwa United FC
- Plateau United
- Rivers United
- El-Kanemi Warriors
- Enugu Rangers
- Enyimba FC
- Katsina United
- Heartland FC
- Ifeanyi Ubah FC
- Kano Pillars
- Niger Tornadoes FC
- Lobi Stars FC
- Nasarawa United FC
- Kwara United FC
- Go-Round FC
- Sunshine Stars FC
- MFM FC
- Yobe Desert Stars FC
- Wikki Tourists
- Gombe United Football Club - Promu de National League
- Kada Stars - Promu de National League remplacé en cours de saison par Delta Force FC
- Remo Stars FC - Promu de National League
- Bendel Insurance FC - Promu de National League

## Compétition
Le barème de points servant à établir le classement se décompose ainsi :
- Victoire : 3 points
- Match nul : 1 point
- Défaite : 0 point

### Classements

#### Groupe A
| Rang | Équipe                | Pts | J  | G  | N  | P  | Bp | Bc | Diff |
| ---- | --------------------- | --- | -- | -- | -- | -- | -- | -- | ---- |
| 1    | Enugu Rangers         | 40  | 22 | 12 | 4  | 6  | 23 | 18 | +5   |
| 2    | Lobi Stars FCT        | 35  | 22 | 8  | 11 | 3  | 22 | 18 | +4   |
| 3    | Enyimba FC            | 33  | 22 | 8  | 9  | 5  | 22 | 13 | +9   |
| 4    | MFM FC                | 32  | 22 | 9  | 5  | 8  | 22 | 20 | +2   |
| 5    | Rivers United         | 31  | 22 | 8  | 7  | 7  | 18 | 17 | +1   |
| 6    | Katsina United        | 30  | 22 | 9  | 3  | 10 | 24 | 25 | -1   |
| 7    | Wikki Tourists FC     | 30  | 22 | 9  | 3  | 10 | 22 | 24 | -2   |
| 8    | Sunshine Stars FC     | 29  | 22 | 8  | 5  | 9  | 23 | 22 | +1   |
| 9    | Bendel Insurance FC P | 28  | 22 | 6  | 10 | 6  | 13 | 13 | 0    |
| 10   | Kwara United FC       | 27  | 22 | 7  | 6  | 9  | 15 | 20 | -5   |
| 11   | Niger Tornadoes FC    | 21  | 22 | 4  | 9  | 9  | 14 | 21 | -7   |
| 12   | Remo Stars FC P       | 20  | 22 | 4  | 8  | 10 | 17 | 24 | -7   |

|  | Qualification pour la Phase finale                                                       |
|  | Relégation en National League                                                            |
|  | T : Tenant du titre C : Vainqueur de la Coupe du Nigeria P : Promu de la National League |

#### Groupe B
| Rang | Équipe                       | Pts | J  | G  | N | P  | Bp | Bc | Diff |
| ---- | ---------------------------- | --- | -- | -- | - | -- | -- | -- | ---- |
| 1    | Akwa United FC               | 38  | 22 | 11 | 5 | 6  | 32 | 24 | +8   |
| 2    | Kano Pillars                 | 37  | 22 | 11 | 4 | 7  | 28 | 19 | +9   |
| 3    | Ifeanyi Ubah FC              | 36  | 22 | 11 | 3 | 8  | 18 | 18 | 0    |
| 4    | Nasarawa United FC           | 33  | 22 | 10 | 3 | 9  | 30 | 28 | +2   |
| 5    | Abia Warriors FC             | 31  | 22 | 9  | 4 | 9  | 25 | 20 | +5   |
| 6    | Heartland FC                 | 31  | 22 | 9  | 4 | 9  | 25 | 22 | +3   |
| 7    | Delta Force FC P             | 31  | 22 | 9  | 4 | 9  | 19 | 26 | -7   |
| 8    | Plateau United               | 30  | 22 | 7  | 9 | 6  | 18 | 14 | +4   |
| 9    | Gombe United Football Club P | 30  | 22 | 8  | 6 | 8  | 19 | 19 | 0    |
| 10   | El-Kanemi Warriors           | 30  | 22 | 9  | 3 | 10 | 21 | 25 | -4   |
| 11   | Go-Round FC                  | 27  | 22 | 7  | 6 | 9  | 16 | 23 | -7   |
| 12   | Yobe Desert Stars FC         | 15  | 22 | 4  | 3 | 15 | 11 | 24 | -13  |

|  | Qualification pour la phase finale                                                       |
|  | Relégation en National League                                                            |
|  | T : Tenant du titre C : Vainqueur de la Coupe du Nigeria P : Promu de la National League |

- source site officiel
- Kada Stars après 11 journée cède sa place à Delta Force FC, qui reprend les points acquis et les matchs restants.

#### Phase finale
| Rang | Équipe          | Pts | J | G | N | P | Bp | Bc | Diff |
| ---- | --------------- | --- | - | - | - | - | -- | -- | ---- |
| 1    | Enyimba FC      | 12  | 5 | 4 | 0 | 1 | 10 | 4  | +6   |
| 2    | Kano Pillars    | 11  | 5 | 3 | 2 | 0 | 8  | 4  | +4   |
| 3    | Enugu Rangers   | 8   | 5 | 2 | 2 | 1 | 10 | 8  | +2   |
| 4    | Akwa United FC  | 6   | 5 | 1 | 3 | 1 | 7  | 9  | -2   |
| 5    | Lobi Stars FCT  | 4   | 5 | 1 | 1 | 3 | 5  | 7  | -2   |
| 6    | Ifeanyi Ubah FC | 0   | 5 | 0 | 0 | 5 | 6  | 14 | -8   |

|  | Qualification pour la Ligue des Champions                                                |
|  | Qualification pour la Coupe de la confédération                                          |
|  | T : Tenant du titre C : Vainqueur de la Coupe du Nigeria P : Promu de la National League |

- Niger Tornadoes FC est qualifié pour la Coupe de la confédération en tant que finaliste de la Coupe de la fédération du Nigeria, l'autre finaliste (Kano Pillars) étant déjà qualifié en Ligue des Champions[4].

## Bilan de la saison
| Championnat du Nigeria de football 2019 |                                                |
| Champion                                | Enyimba International Football Club (8e titre) |
| Qualifications continentales            |                                                |
| Ligue des champions de la CAF 2019-2020 | Enyimba International Football Club            |
| Ligue des champions de la CAF 2019-2020 | Kano Pillars Football Club                     |
| Coupe de la confédération 2019-2020     | Enugu Rangers International Football Club      |
| Coupe de la confédération 2019-2020     | Niger Tornadoes Football Club                  |
| Promotions et relégations               |                                                |
| Promus en Premier League                |                                                |
| Relégués en National League             |                                                |